# ختن
خُتَن (به زبان اویغوری: خوتەن شەھىرى، به زبان چینی: 和田市، به پین‌یین: Hétián Shì) مرکز ولایت ختن در ترکستان شرقی(سین کیانگ) است که در گذشته یکی از شهرهای مهم راه ابریشم بود. اغلب مردمان آن از نژاد ترک‌تباران اویغور هستند که به زبان ایغوری سخن می‌کنند.
مردمان آغازین آن یعنی پامیری‌ها و مردم آسی، ایرانی‌نژادانی بودند که به زبان ختنی سخن می‌گفتند که با سغدی و خوارزمی بسیار قرابت نزدیک دارد. باز ماندهٔ این زبان، زبان وَخی ست. زبان ختنی، به گفته کاشغری تا قرن یازدهم رواج داشت تا آن که به ادله اجتماعی، جایش را به زبان ترکی باستان داد. در قدیم آیین بودایی در ختن رایج بوده است. مسلمانان توانستند در ۱۰۰۶ میلادی کنترل شهر را در دست گیرند و حالا در اختیار حکومت چین قرار دارد.

## جمعیت

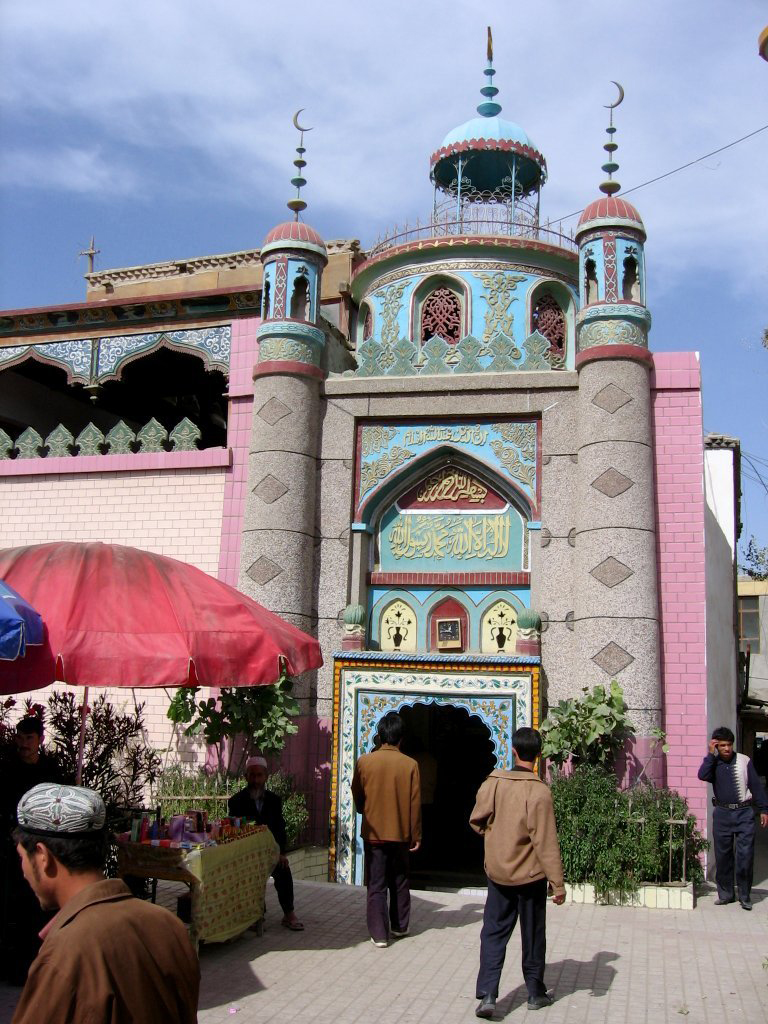
شهر خُتَن چین

| ترکیب قومیتی شهر ختن | ترکیب قومیتی شهر ختن | ترکیب قومیتی شهر ختن | ترکیب قومیتی شهر ختن | ترکیب قومیتی شهر ختن |
| -------------------- | -------------------- | -------------------- | -------------------- | -------------------- |
| قومیت                | قومیت                |                      | درصد                 | درصد                 |
| اویغور               | اویغور               |                      | ۹۰٫۰٪                | ۹۰٫۰٪                |
| هان                  | هان                  |                      | ۹٫۰٪                 | ۹٫۰٪                 |
| هوئی                 | هوئی                 |                      | ۰٫۹٪                 | ۰٫۹٪                 |
| سایر                 | سایر                 |                      | ۰٫۱٪                 | ۰٫۱٪                 |
| منبع سرشماری جمعیت:  |                      |                      |                      |                      |

## در ادبیات فارسی
ختن را در ادبیات فارسی بیشتر از برای مشک ختن و خوبرویان ختنی یادکرده‌اند. برای نمونه بیت زیر از حافظ است:
| یا رب آن آهوی مشکین به ختن بازرسان |  | وان سهی سرو خرامان به چمن باز رسان |

## تاریخچه
پژوهش‌های مردمشناسی نشان از آن دارد که نژاد مردمان نخستین این سرزمین تیره‌ای از سفیدپوستان آریایی بوده است. گواه دیگری بر این وجود گورهای سکایی در این سامان می‌باشد. پژوهش‌ها نشان می‌دهد که در گذشته نژاد مردمان این سامان آمیزه‌ای بوده از مردمان آسیای مرکزی، شبه‌قارهٔ هند و آسیای خاوری. در گذشته در این سرزمین دولتی به نام پادشاهی ختن روی کار آمد که کیش بودایی داشت و پلی برای انتقال بودایی‌گرایی از هندوستان به چین بود.
کهنترین منابع ایرانی که از ختن نام برده حدودالعالم است که این شهر را میان دو رود دانسته و همچنین میان تبت و چین. اسلام در سدهٔ دهم میلادی به ختن رسید.
ختن بنا بر اسناد و مدارکی که خود مردم آن نگاشته‌اند تنها منبع یشم سبز به‌شمار می‌رفته است. یشم از آب‌های رودخانه‌های روان از کوهستان‌های کنلون از میان شهر ختن به سوی جنوب به دست می‌آمده است. این رودخانه در مدارک بومی رانیجه تاجه یعنی رودخانه سنگ‌های قیمتی نامیده شده است. مسافران چینی برای رفتن به غرب، از راه ختن، از دروازه گوکَمنه، نزدیک دون هوانگ گذر می‌کردند. این ختن همان ختن داستان سیاوش شاهنامه است. چهار روایت دربارهٔ پایه‌گذاری ختن در دست است که همگی این پایه‌گذاری را به پسر و وزیران امپراتور آشوکا نسبت می‌دهند. بدین ترتیب بنیان‌گذاری ختن با اطمینان به سده سوم پیش از میلاد بازمی‌گردد. از این چهار روایت دو روایت تبتی است.
بوداگرایی در ختن آیین چیره بود و ختن تبدیل به یکی از کانون‌های مطالعات بوداییان شده بود. سپاهیان تبتی در سال ۶۶۵ میلادی شهر ختن را تصرف کردند اما از نظر فرهنگی، این ختنی‌ها بودند که تبتی‌ها را پس از این تصرف تحت تأثیر خود گرفتند. این تأثیر بیش از همه خود را در زمینه اصطلاحات بودایی و فنون ترجمه متون بودایی نشان می‌دهد. در سده نهم میلادی، تبتی‌ها الفبای ختنی را نیز برای زبان خود برگزیدند.
کشف دستنویس‌هایی به زبان سکایی ختن در این منطقه نشان می‌دهد که حتی پس از مهاجرت‌های قبایل سکایی، تخاری و هپتالی به سوی غرب یعنی بلخ، فرارود و سیستان، بخشی از مردمانی که به زبان‌های ایرانی شرقی گفت‌وگو می‌کردند تا پایان هزاره اول میلادی در این سرزمین باقی مانده بودند. پس از این تاریخ طی یک سده در واحه ختن، ترکی جایگزین زبان محلی شد. احتمال می‌دهند که واژه ختن نام گروهی از مردم ایرانی‌تبار سکا باشد. بنا بر گزارش‌های چینیان سکاها از دوران باستان در ختن ساکن بودند. احتمال می‌دهند که واژه ختن با «خود»، «خداوند» و «خواجه» در زبان‌های ایرانی و فارسی از یک ریشه و به معنی «سرور» باشد.
در سال ۹۸۲ میلادی خانات قراخانی کاشغر به پادشاهی ختن حمله کرد و زمانی که ختن در سال ۱۰۰۶ به تصرف قراخانی‌های مسلمان درآمد بیشتر راهب‌های بودایی به تبت گریخته و بسیاری از متون مقدس خود را همراه بردند. چندی پس از چیرگی قراخانی‌ها بر ختن، بوداگرایی نیز از ختن رخت بربست و جای خود را به اسلام داد.
اسلام در این واحه به گسترش ادامه داد و گفته شده که ختن در اوایل سده سیزدهم سه هزار پیش‌نماز مسجد داشته است.
بین سال‌های ۱۸۸۳ میلادی و ۱۹۱۳ میلادی، تحت حاکمیت دودمان چینگ، «ولایت ختن» برای اولین بار تأسیس شد. منطقهٔ ختن
در این ولایت قرار داشت.
در سال ۱۹۱۳ میلادی، با تأسیس جمهوری چین (۱۹۴۹–۱۹۱۲)، این ولایت منحل شده. ۱۲ شهرستان با هم یکی شده و ولایت کاشغر را تأسیس کردند. ۴ تا از این ۱۲شهرستان، شامل اراضی تشکیل دهندهٔ ولایت ختن امروزی هستند، منجمله شهرستان ختن که شهر ختن تابع آن بود.
در همین سال، سال ۱۹۱۳ میلادی، شهرستان ختن تقسیم شده و از بخشی از اراضی آن، شهرستان قره‌قاش تأسیس شد.
در سال ۱۹۲۰ میلادی، ولایت ختن، شامل ۶ شهرستان ختن، کرییه، گوما، لوپ، قره‌قاش، و کارگیلیک تأسیس شد.
در سالهای ۱۹۳۳ و ۱۹۳۴ میلادی، در منطقهٔ کاشغر که در آن زمان شامل ولایت خودمختار قزل‌سو قرقیز نیز می‌شد، در طی شورشی علیه حکومت استانی وفادار به جمهوری چین، کشور جدیدی به طول دو سال با نام جمهوری اسلامی ترکستان شرقی اعلام شده بود. در منطقهٔ ختن نیز، کشوری با نام «امارت اسلامی ختن» اعلام شد.
بین سال‌های ۱۹۳۴ تا ۱۹۳۷ میلادی، منطقهٔ ختن تحت سلطهٔ جنگ‌سالاران هوئی (مسلمانان چینی‌تبار) بود، در حکومتی که اصطلاحاً با نام «دونگانستان» از آن یاد می‌شود. (در منابع روسی، هوئی‌ها را دونگان می‌نامند)
بین سالهای ۱۹۵۴ و ۱۹۵۶ میلادی، «ولایت خودمختار جنوب سین‌کیانگ» (مشابه ولایت خودمختار ایلی قزاق) با تحت مدیریت داشتن ولایات کاشغر، یارکند، آق‌سو، ختن، و ولایت خودمختار قزل‌سو قرقیز ایجاد شد.
در سال ۱۹۵۹ میلادی، نوشتار نام ختن در زبان چینی از «和阗» به «和田» (به پین‌یین: Hétián) تغییر کرد.
پس از جنگ هند و چین در سال ۱۹۶۲، و تثبیت کنترل چین بر منطقهٔ مورد مناقشهٔ اقصی چین، بیشتر اراضی این منطقه، با مساحتی بیش از ۳۰٬۰۰۰ کیلومتر مربع، ضمیمهٔ شهرستان ختن در ولایت ختن شد.
در سپتامبر سال ۱۹۸۳ میلادی، شهر ختن از شهرستان ختن جدا شده و به «شهر در سطح شهرستان» ارتقاء یافت.

## تقسیمات اداری
شهر ختن متشکل از ۴ ناحیه، ۳ شهرک، و ۵ قصبه است. این ۴ ناحیه، مرکز تاریخی شهری ختن را در بر می‌گیرند، و مجموعاً مساحتی معادل ۲۱٫۸ کیلومتر مربع، و جمعیتی معادل ۱۰۸٬۷۰۰ نفر (۲۰۱۱) را در بر می‌گیرند.
- ناحیه نورباغ (به اویغوری: نۇرباغ کوچا باشقارمیسی)(به چینی: 努尔巴格街道، به پین‌یین: Nǔ'ěrbāgé Jiēdào)
- ناحیه گوجان‌باغ (به اویغوری: گۇجانباغ کوچا باشقارمیسی)(به چینی: 古江巴格街道، به پین‌یین: Gǔjiāngbāgé Jiēdào)
- ناحیه گل‌باغ (به اویغوری: گۈلباغ کوچا باشقارمیسی)(به چینی: 古勒巴格街道، به پین‌یین: Gǔlèbāgé Jiēdào)
- ناحیه نارباغ (به اویغوری: نارباغ کوچا باشقارمیسی)(به چینی: 纳尔巴格街道، به پین‌یین: Nà'ěrbāgé Jiēdào)
- شهرک لاسکوی (به اویغوری: لاسکۇی بازیری)(به چینی: 拉斯奎镇، به پین‌یین: Lāsīkuí Zhèn)
- شهرک یورونقاش (به اویغوری: یۇرۇڭقاش بازیری)(به چینی: 玉龙喀什镇، به پین‌یین: Yùlóngkāshí Zhèn)
- شهرک توسالّا (به اویغوری: تۇساللا بازیری)(به چینی: 吐沙拉镇، به پین‌یین: Tǔshālā Zhèn)
- قصبه شورباغ (به اویغوری: شورباغ ییزیسی)(به چینی: 肖尔巴格乡، به پین‌یین: Xiào'ěrbāgé Xiāng)
- قصبه ایلچی (به اویغوری: ئیلچی ییزیسی)(به چینی: 伊里其乡، به پین‌یین: Yīlǐqí Xiāng)
- قصبه گوجان‌باغ (به اویغوری: گۇجانباغ ییزیسی)(به چینی: 古江巴格乡، به پین‌یین: Gǔjiāngbāgé Xiāng)
- قصبه جیا (به اویغوری: جییا ییزیسی)(به چینی: 吉亚乡، به پین‌یین: Jíyà Xiāng)
- قصبه آقچال (به اویغوری: ئاقچال ییزیسی)(به چینی: 阿克恰勒乡، به پین‌یین: Ākèqiàlè Xiāng)

## نگارخانه

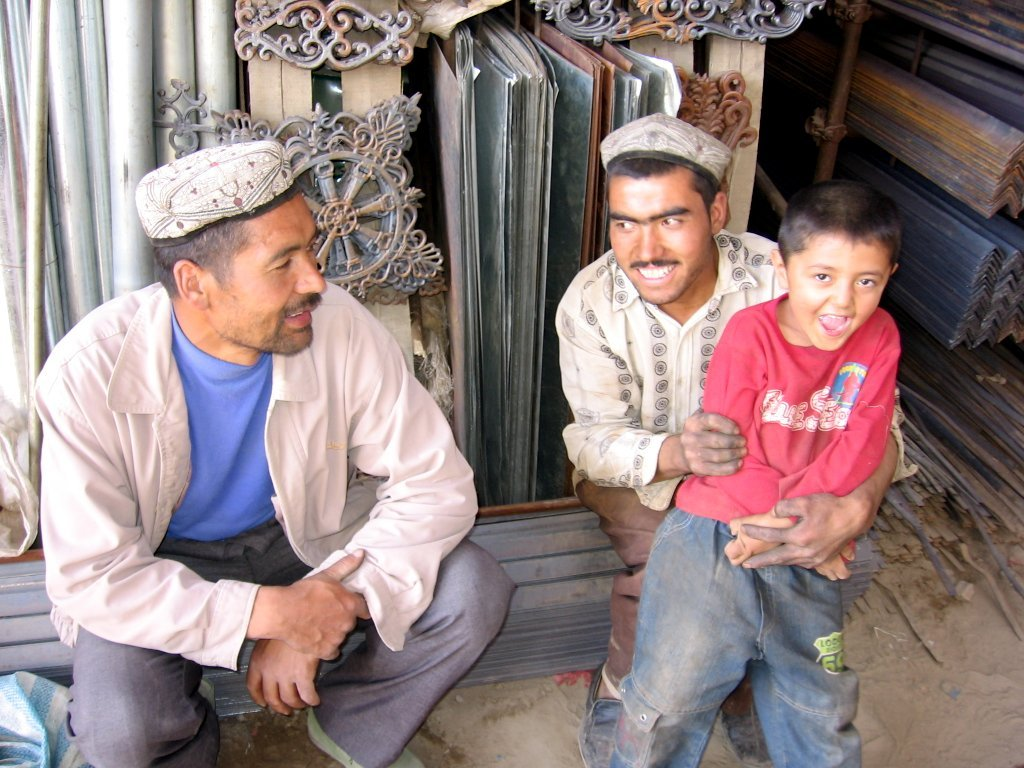
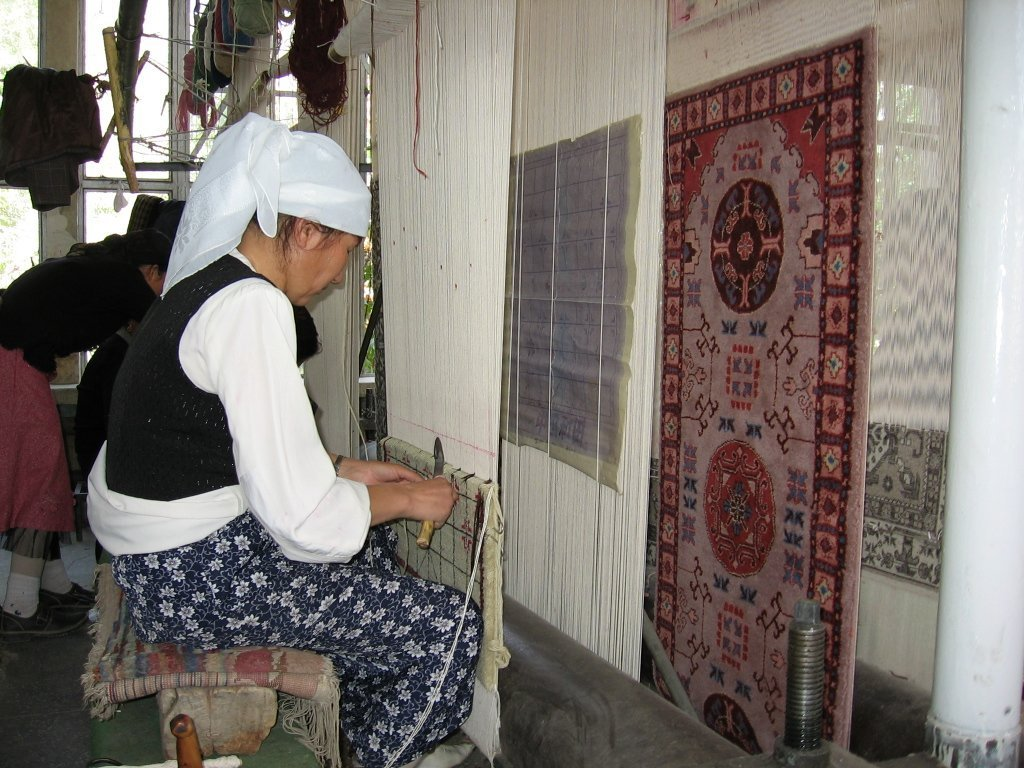
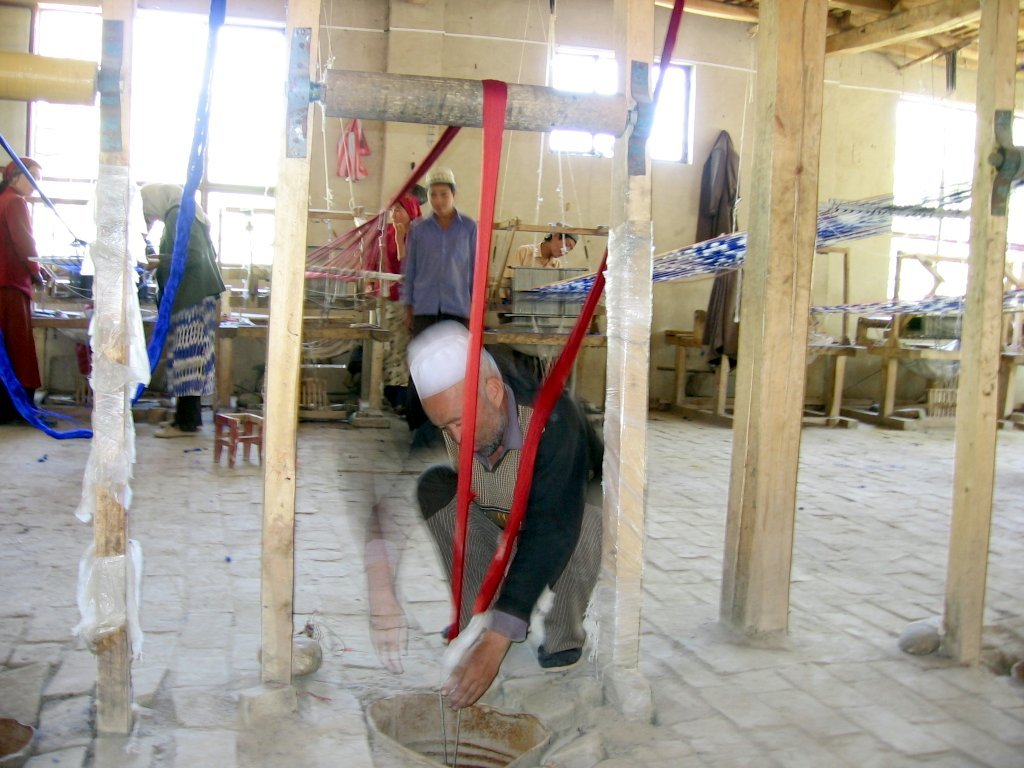
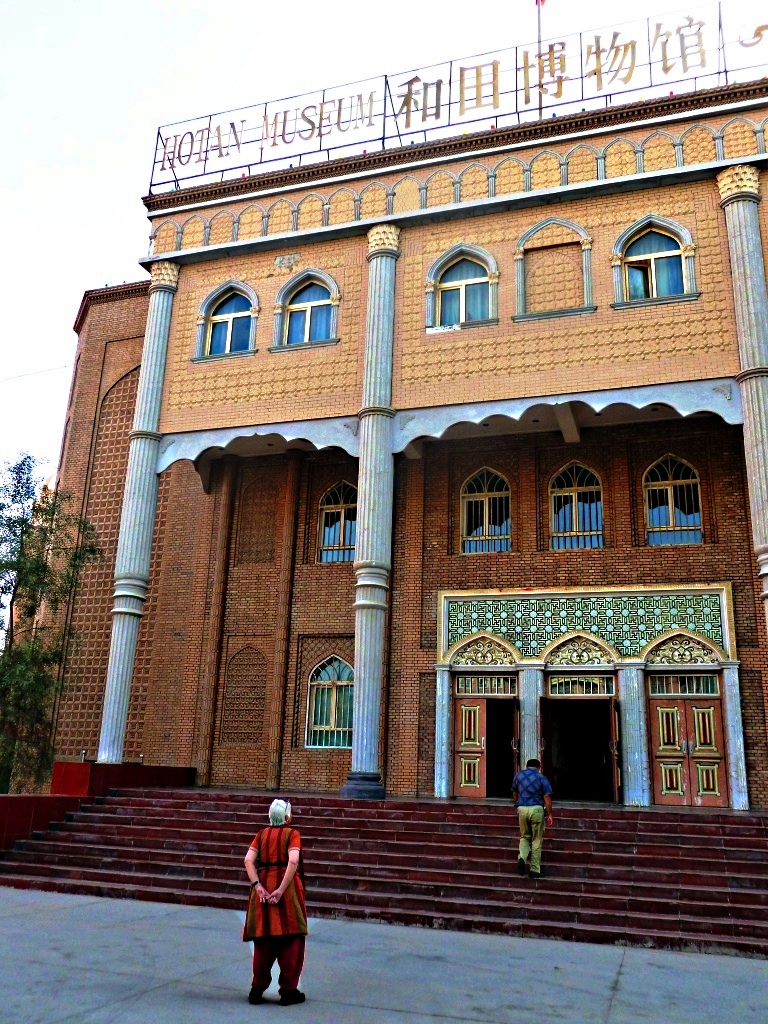
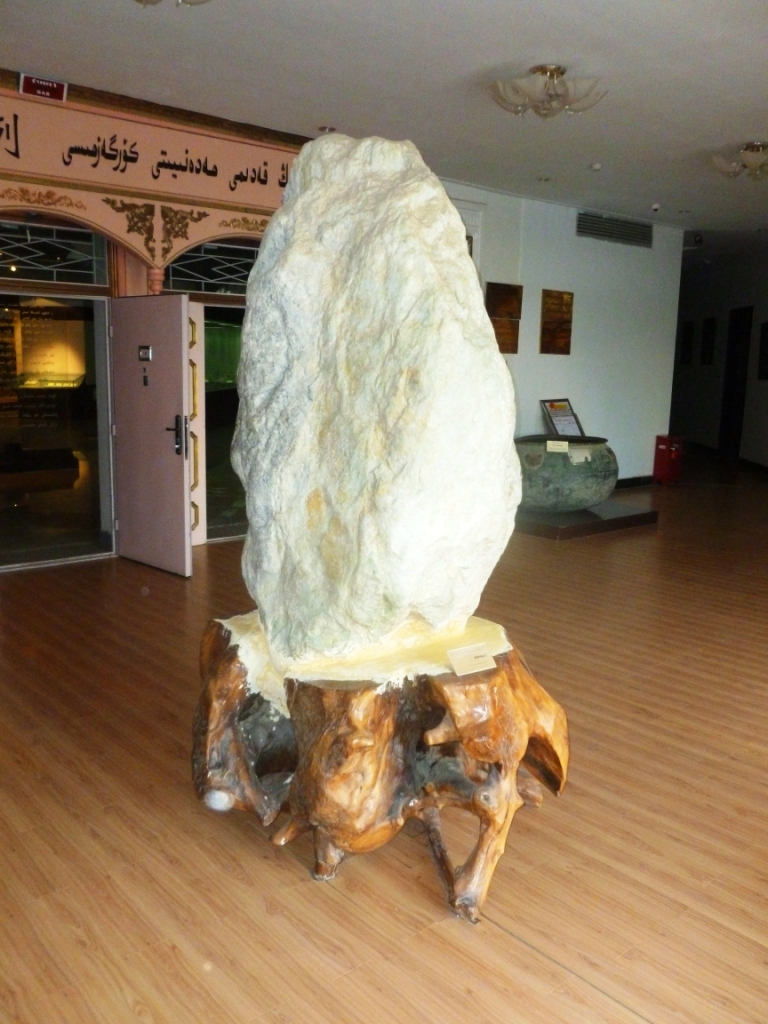
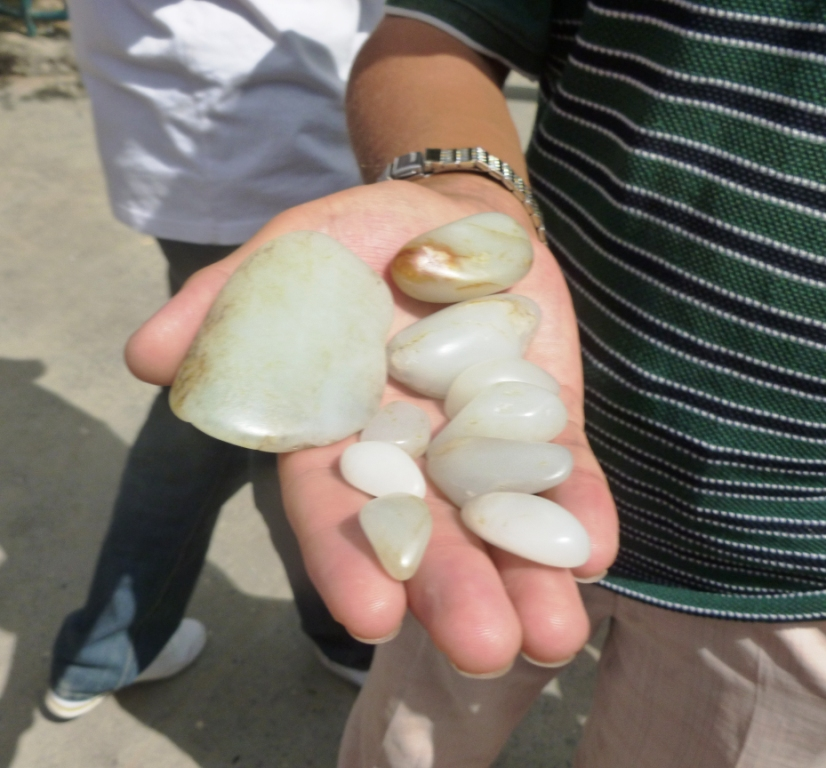
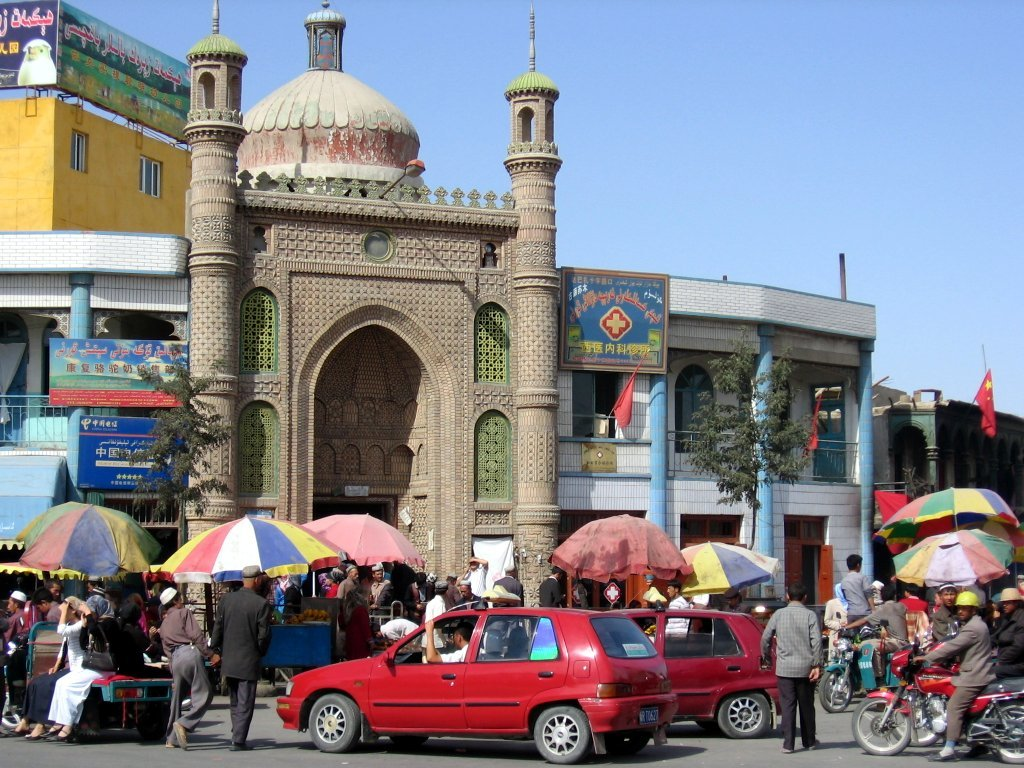
مسجدی در ختن